# Federalny Urząd Ochrony Zabytków
Federalny Urząd Ochrony Zabytków (niem. Bundesdenkmalamt) – urząd zajmujący się ochroną i konserwacją zabytków w Austrii.

## Historia
1857 roku została powołana Cesarsko-Królewska Komisja Centralna do Badania i Konserwacji Zabytków Architektury. Podlegali jej konserwatorzy z wszystkich krajów związkowych, w tym z Galicji. Początkowo było tylko dwóch, jeden dla Galicji Wschodniej, a drugi Zachodniej. W latach 1873–1875 przeprowadzono reorganizację zmieniając nazwę na Królewska Centralna Komisja dla Badania i Konserwacji Zabytków Sztuki i Pomników Historycznych. Po podziale na sekcje zwiększono również liczbę konserwatorów. W Galicji należącej wówczas do Austrii zabytkami opiekowało się 6 konserwatorów: dwóch Zachodnią i czterech Wschodnią. W 1911 w ramach komisji powstało Państwowe Biuro Zabytków i Instytut, który miał rejestrować zabytki i publikować o nich informacje.
Po I wojnie światowej wprowadzono zakaz eksportu dzieł sztuki, a Komisja stała się instytucją państwową. W 1923 roku została wydana ustawa o ochronie zabytków. W 1934 roku Ministerstwo Edukacji, któremu od początku podlegała ochrona zabytków tworzy Centralne Biuro Ochrony Zabytków. W 1940 roku powstał Instytut Ochrony Zabytków w Wiedniu, który podlega Ministerstwu Nauki w Berlinie.
Po wojnie przywrócono ustawę ochronie zabytków i Urząd Ochrony Zabytków. W poszczególnych krajach związkowych powołano konserwatorów krajowych. Zakres ochrony powiększono nowelizując ustawę w 1978 i 1999 roku.

## Zadania
Zgodnie z prawem ochroną zabytków we wszystkich krajach związkowych zajmuje się rząd federalny, a Federalnemu Urzędowi Ochrony Zabytków podlega dziewięć departamentów regionalnych. Jego zadaniem jest ochrona, konserwacja i prowadzenie badań nad zabytkami na terenie całej Austrii.